# Nati nel 1462
| Questa pagina contiene informazioni ricavate automaticamente dalle voci biografiche con l'ausilio del template Bio e di un bot. L'aggiornamento è periodico e automatico e ricostruisce completamente la pagina. Se manca una persona in questa lista, sei pregato di non aggiungerla, ma accertati piuttosto che la sua voce biografica contenga il template Bio e che i dati anagrafici siano correttamente compilati. Se il template Bio manca, inseriscilo tu stesso o, in alternativa, metti l'avviso {{tmp\|Bio}} che ne segnala la mancanza. Se i dati riportati sono sbagliati, correggi direttamente la voce biografica; le modifiche saranno visibili in questa lista entro pochi giorni. Per chiarimenti vedi il progetto biografie. La lista contiene solo le 35 persone che sono citate nell'enciclopedia e per le quali è stato implementato correttamente il template Bio. Pagina aggiornata al 26 apr 2025. |

- 1º febbraio - Giovanni Tritemio, esoterista, storico e scrittore tedesco († 1516)
- 28 febbraio - Giovanna la Beltraneja, regina († 1530)
- 19 maggio - Baccio d'Agnolo, architetto e scultore italiano († 1543)
- 31 maggio - Filippo II di Hanau-Lichtenberg, conte tedesco († 1504)
- 27 giugno - Luigi XII di Francia, sovrano francese († 1515)
- 24 luglio - Giovanni Manardo, medico, botanico e umanista italiano († 1536)
- 28 luglio - Ludovica di Savoia († 1503)
- 26 agosto - Piero de Ponte, nobile italiano († 1535)
- 8 settembre - Konrad Adelmann von Adelmannsfelden, umanista tedesco († 1547)
- 16 settembre - Pietro Pomponazzi, filosofo e umanista italiano († 1525)
- 26 settembre - Engilberto di Nevers, conte († 1506)
- 5 novembre - Antonio Tebaldeo, poeta italiano († 1537)
- 17 novembre - Cristofano Robétta, orafo e incisore italiano († 1535)
- 26 novembre - Alessandro del Palatinato-Zweibrücken, nobile tedesco († 1514)
- Gherardo Felice Appiano d'Aragona, nobiluomo italiano († 1502)
- Antonio Bon, politico italiano († 1525)
- Biagio Caropipe, vescovo cattolico italiano († 1524)
- Giovanni Cianfanini, pittore italiano († 1542)
- Cristoforo Ciocca, pittore italiano († 1542)
- Edmund Dudley, politico britannico († 1510)
- Ruy Díaz de Isla, medico spagnolo († 1542)
- Francesco Fasolo, avvocato e funzionario italiano († 1517)
- Clemente Grosso della Rovere, cardinale e vescovo cattolico italiano († 1504)
- Jakob Köbel, matematico e funzionario tedesco († 1533)
- La Sen Thai, sovrano laotiano († 1495)
- Pietro Lando, politico e militare italiano († 1545)
- Galeotto II Malaspina, nobile italiano († 1523)
- Mihnea il Malvagio, principe rumeno († 1510)
- Galeazzo Pietra, vescovo cattolico italiano († 1552)
- John de la Pole, I conte di Lincoln, conte († 1487)
- Richard Pole, nobile inglese († 1504)
- Francisco de Remolins, cardinale e arcivescovo cattolico spagnolo († 1518)
- Íñigo Fernández de Velasco, II duca di Frías, nobile spagnolo († 1528)
- Agostino Vespucci, funzionario italiano († 1515)
- Elisabetta da Montefeltro, nobile († 1521)